# Bohemund VI av Antiokia
Bohemund VI av Antiokia, död 1275, var en greve av Tripolis och furste över Antiokia. Han var son till Bohemund V av Antiokia, gift med Sibylla av Armenien och far till Bohemund VII av Antiokia.
Bohemund tog livlig del i den orientaliska politiken, och genomdrev 1257 valet av Hugo II av Cypern till kung av Jerusalem och låg i långvariga krig med Baibars av Egypten, till vilken han 1268 förlorade sin huvudstad.